# Чаки, Альбин
Альбин Чаки (венг. Csáky Albin; Коромпа, Королевство Венгрия 19 апреля 1841— Будапешт, Австро-Венгрия 15 декабря 1912) — венгерский политик, занимавший пост министра религии и образования с 1888 по 1894 год.

## Биография
Альбин Чаки родился в известной венгерской дворянской семье и был вторым сыном графа Агоста Чаки де Кёрёсег и Адорьян и его жены, баронессы Ифигении Пронай де Тотпрона и Блатнича.
Он закончил среднюю школу в Левоче, затем учился в Кошице. Он стал представителем парламента Венгрии в 1862 году. В период с 1900 по 1906 года и с 1910 по 1912 года занимал пост спикера Палаты магнатов.
В 1890 году министр религии и образования Чаки издал указ, направленный на обеспечение соблюдения законов о смешанных браках. Согласно указу, дети от смешанных браков должны были быть крещены в вере, соответствующей вере родителя того же пола.
В 1893 году он внёс в Палату представителей законопроекты о «равенстве еврейской религии» и «государственной регистрации». Он сыграл решающую роль в проведении реформы церковной политики в 1894—1895 годах.
Католическая церковь регулярно выступала против этих законов, и Чаки стремился положить этому конец. Однако его действия вызвали резкую критику со стороны церкви.
Летом 1894 года ему пришлось оставить свой пост. С 1890 по 1900 год он был представителем города Сарваш в венгерском парламенте. Был почетным гражданином нескольких городов и почетным доктором Университета Клуж-Напока. 
Альбин Чаки умер в 1912 году в Будапеште.

## Семья
24 сентября 1866 года в Сарваше он женился на графине Анне Больце, дочери графа Иштвана Больцы и его жены, графини Алоизии Вай де Важа и Лушкод. У них было шестеро детей.
Мария Альбина Чаки была женой барона Андора Харканьи де Такта-Харкань.
Ласло Чаки был испаном округа Сепеш и округа Угоча. Его женой была графиня Августа фон Дегенфельд-Шенбург.
Элеонора Чаки была женой Ласло Хертеленди де Хертеленд и Виндорньялак.
Карой Чаки занимал пост министра обороны Венгрии. Он был трижды женат: на Валерии Фёльдвари де Фёльдвар и Бернатфальва, Эржебет Ордоди де Ордод и Альсолиешко и Анне Хильде Широ.
Илона Чаки была женой барона Отто Фридриха Бенца фон Альбкрона.
Имре Чаки занимал пост министра иностранных дел Венгрии. Его женой была графиня Мария Аннунциата Штарай де Штара. Он умер на Канарских островах.